# Circondario di Asti
Il circondario di Asti era uno dei circondari in cui era suddivisa la provincia di Alessandria, prima dello scorporo della provincia.

## Storia

Moasca - Circondario di Asti sotto la provincia di Alessandria

In seguito all'annessione della Lombardia dal Regno Lombardo-Veneto al Regno di Sardegna (1859), fu emanato il decreto Rattazzi, che riorganizzava la struttura amministrativa del Regno, suddiviso in province, a loro volta suddivise in circondari.
Il circondario di Asti fu creato come suddivisione della provincia di Alessandria; il territorio corrispondeva a quello della soppressa provincia di Asti del Regno di Sardegna, appartenuta alla divisione di Alessandria.
Con l'Unità d'Italia (1861) la suddivisione in province e circondari fu estesa all'intera Penisola, lasciando invariate le suddivisioni stabilite dal decreto Rattazzi.
Il circondario di Asti venne soppresso nel 1926 e il territorio assegnato al circondario di Alessandria, per poi passare dopo pochi anni (1935) alla nuova e più vasta provincia di Asti.

## Geografia antropica

### Suddivisioni amministrative
Nel 1863, la composizione del circondario era la seguente:
- mandamento I di Asti
  - Asti; Revigliasco d'Asti; Serravalle d'Asti; Sessant
- mandamento II di Baldichieri
  - Baldichieri d'Asti; Cantarana; Castellero; Monale; Settime; Tigliole; Villafranca d'Asti
- mandamento III di Canelli
  - Calosso; Canelli; Moasca; San Marzano Oliveto
- mandamento IV di Castelnuovo d'Asti
  - Albugnano; Berzano di San Pietro; Buttigliera d'Asti; Castelnuovo d'Asti; Moncucco Torinese; Mondonio; Pino d'Asti; Primeglio Schierano
- mandamento V di Cocconato
  - Aramengo; Cerretto d'Asti; Cocconato; Cocconito; Marmorito; Moransengo; Robella; Tonengo
- mandamento VI di Costigliole d'Asti
  - Castagnole delle Lanze; Coazzolo; Costigliole d'Asti; Isola d'Asti; Vigliano d'Asti
- mandamento VII di Mombercelli
  - Agliano Terme; Belveglio; Castelnuovo Calcea; Mombercelli; Montaldo Scarampi; Montegrosso d'Asti; Vinchio
- mandamento VIII di Montafia
  - Bagnasco d'Asti; Capriglio d'Asti; Cortandone; Cortazzone; Maretto; Montafia; Passerano; Piea; Roatto; Viale
- mandamento IX di Montechiaro d'Asti
  - Camerano Casasco; Chiusano d'Asti; Cinaglio; Corsione; Cortanze; Cossombrato; Montechiaro d'Asti; Soglio
- mandamento X di Portacomaro
  - Castell'Alfero; Castiglione d'Asti; Frinco; Portacomaro; Quarto Astese; Scursolengo
- mandamento XI di San Damiano d'Asti
  - Antignano; Celle Enomondo; Cisterna d'Asti; San Damiano d'Asti; San Martino al Tanaro; Vaglierano
- mandamento XII di Rocca d'Arazzo
  - Azzano del Tanaro; Mongardino; Rocca d'Arazzo; Rocchetta Tanaro; San Marzanotto
- mandamento XIII di Villanuova d'Asti
  - Cellarengo; Dusino; Ferrere; San Michele d'Asti; San Paolo della Valle; Solbrito; Valfenera; Villanova d'Asti